# Stadspompen Middelburg
Vier stadspompen hebben de status van rijksmonument in Middelburg in de provincie Zeeland.

## Overzicht
- In het midden van het geboomte van het Nederhof op het Abdijplein staat een hardstenen pomp met vaas uit 1784.[1]
- In het midden van het oude pandhof van de Abdij van Middelburg staat een gebeeldhouwde hardstenen pomp uit 1771.[2]
- Op Helm, achter het Stadhuis van Middelburg staat een hardstenen pomp uit de 18e eeuw, gebeeldhouwd door Jan de Munck.[3]
- Op het plein van de Vismarkt staat een gebeeldhouwde hardstenen pomp uit de 18e eeuw, gebeeldhouwd in de trant van Jan de Munck.[4]

## Fotogalerij

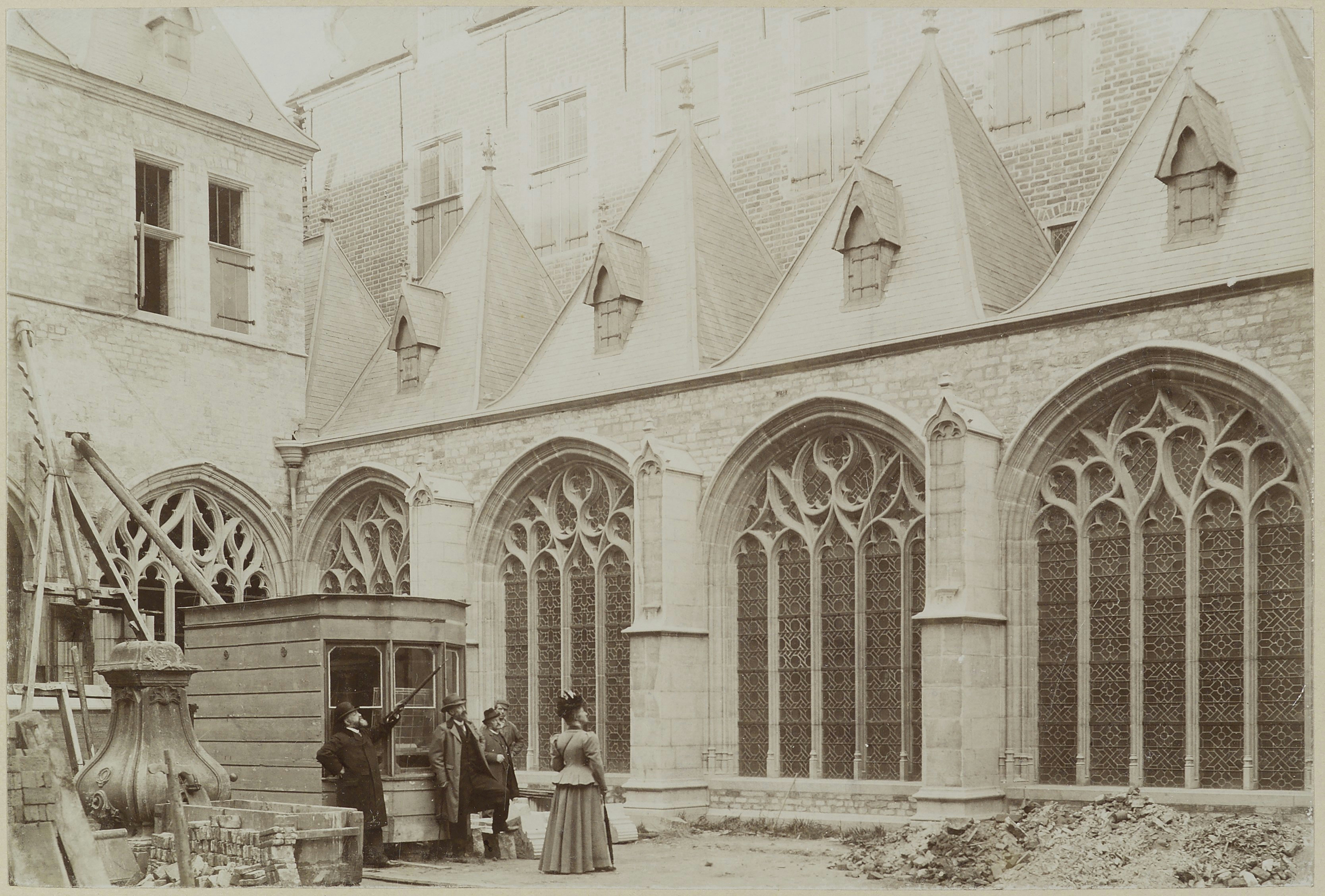
Pomp (linksonder) kloostergang tijdens restauratie in 1898
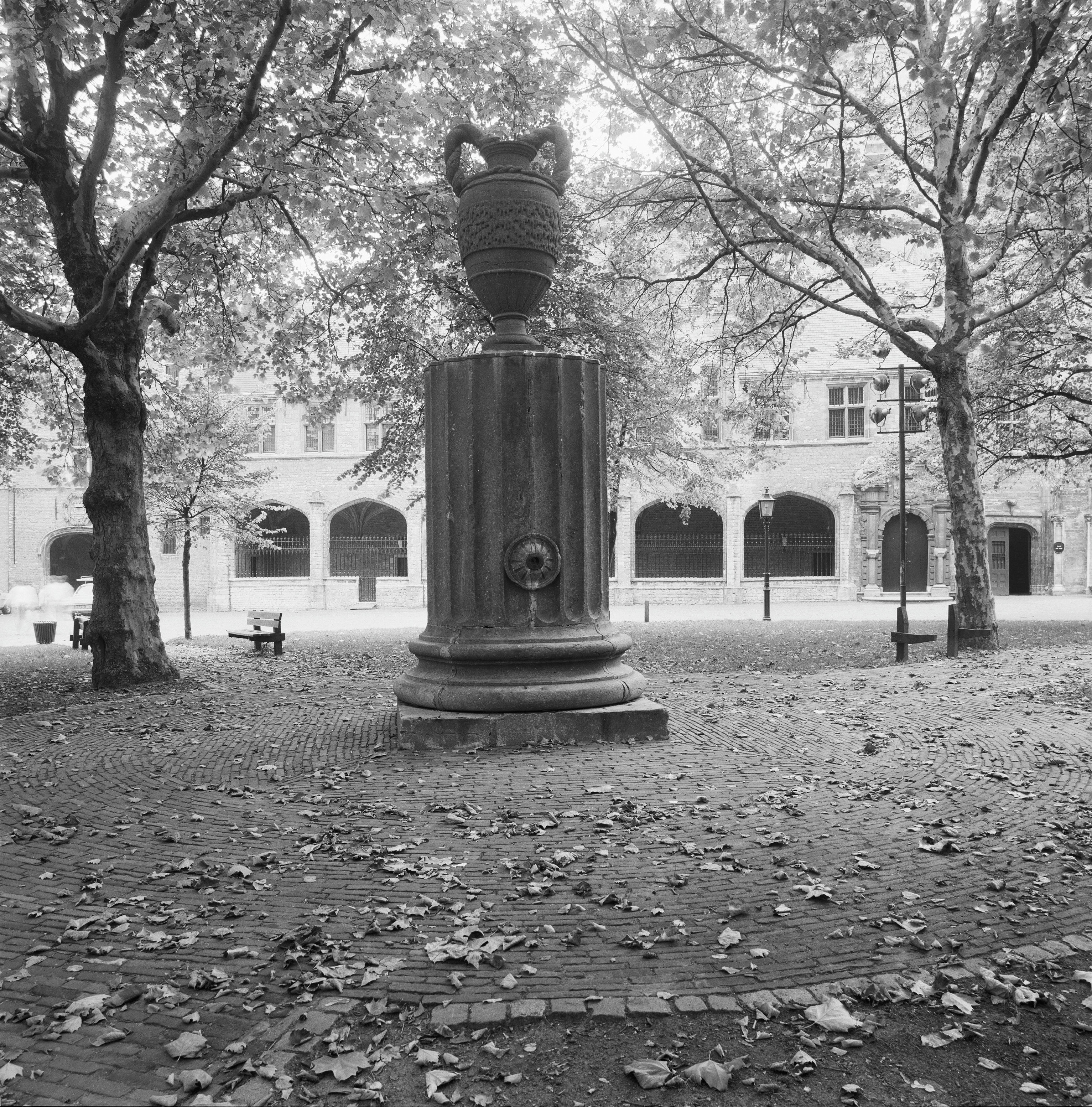
Pomp op het abdijplein
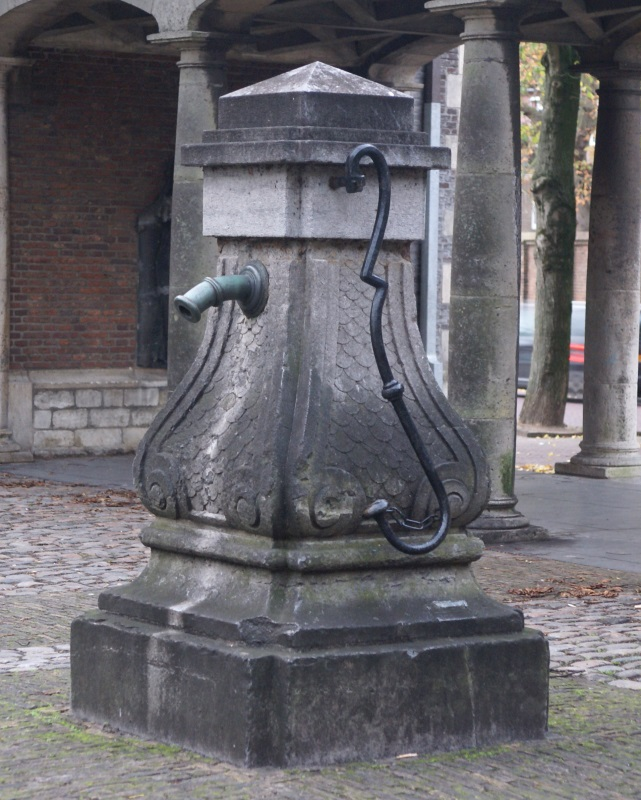
Pomp Helm (Stadhuisplaats)
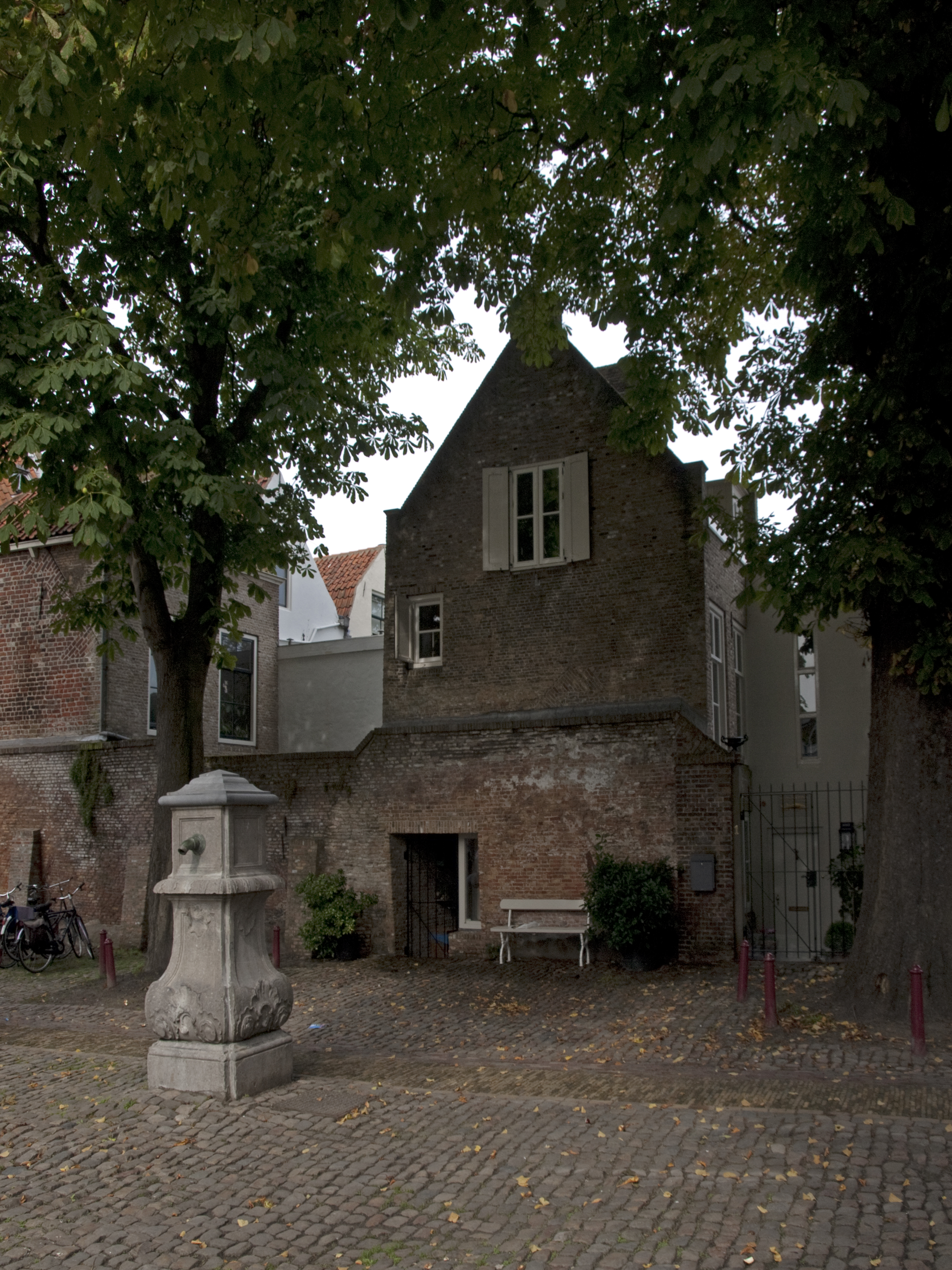
Pomp Vismarkt